# Die Nashörner
Die Nashörner (Originaltitel: Rhinocéros) ist ein französischsprachiges Theaterstück des rumänisch-französischen Dramatikers Eugène Ionesco, basierend auf der gleichnamigen Erzählung aus dem Jahr 1957. Es besteht aus drei Akten, die in vier Bilder unterteilt sind, und gilt als eines der klassischen Stücke des Absurden Theaters.
Ionesco beschreibt, wie sich in einer fiktiven Gesellschaft ein Mensch nach dem anderen in ein Nashorn verwandelt. Dies wird aber nur von einigen wenigen wahrgenommen; der Protagonist ist am Ende der einzige Nicht-Verwandelte. Weder Warnungen noch deskriptive Hinweise der Hauptfiguren des Stückes können daran etwas ändern; im Gegenteil – sie verschlimmern die Situation dieser Figuren, da ihnen nicht geglaubt wird.
Das Stück wurde am 31. Oktober 1959 zuerst in deutscher Übersetzung im Düsseldorfer Schauspielhaus uraufgeführt und am 20. Januar 1960 erstmals in Originalsprache in Frankreich (im Odéon) gespielt.

## Inhalt
Das Stück beschreibt die Verwandlung einer gesamten Stadt mit Ausnahme des Protagonisten Behringer (im franz. Original Bérenger) in eine Herde von Nashörnern. Ort der Handlung ist eine als mittelgroß vorzustellende Stadt in der französischen Provinz. Zeitlich ist die Handlung im Sommer angesiedelt und erstreckt sich über wenige Tage. Die ersten beiden Akte spielen an einem Sonntag auf dem Kirchplatz bzw. dem folgenden Montag im Büro der Hauptfigur Behringer und in der Wohnung seines Freundes Hans (im Original Jean), der dritte Akt einige Tage später in Behringers Wohnung.

### Akt 1
Straße
Das Bild beschreibt ein Treffen zwischen den beiden Freunden Behringer und Hans in einem Café auf dem Kirchplatz. Behringer, der wie Hans zu spät zum Treffen erscheint und übernächtigt aussieht, muss sich von seinem Freund für sein spätes Erscheinen und sein Aussehen tadeln lassen. Die beiden beginnen ein Gespräch über die Trinksucht Behringers, als plötzlich ein Nashorn über den Kirchplatz rennt und für Aufruhr sorgt. Nur Behringer bleibt gelassen und wird dafür von seinem Freund erneut getadelt. Die beiden führen ihr Gespräch über das Leben aber nach einer Weile fort und Behringer erklärt, dass ihn das Leben anöde, woraufhin Hans ihm erläutert, er müsse etwas für seine Bildung tun. Ein Mann (im Personenverzeichnis „Logiker“ – im Original „Logicien“ – genannt), der sich mit einem alten Herrn an den Nachbartisch gesetzt hat, beginnt derweil seinem Gegenüber die Logik zu erklären, wobei seine Erklärungen lächerlich falsch sind. Die Gespräche der beiden Paare beginnen sich wörtlich zu überschneiden, was sie für den Zuschauer bald auch thematisch tun.
Plötzlich tritt abermals ein Nashorn auf; diesmal schreckt auch Behringer ein wenig auf. Dieses zweite Auftreten fordert bereits ein erstes Opfer: die Katze einer Hausfrau wird zertrampelt. Während die anderen Personen (Kellnerin, Logiker u. a.) versuchen, die Hausfrau zu trösten, streiten sich Hans und Behringer darüber, ob es ein afrikanisches oder ein asiatisches Nashorn war. Sie können sich aber nicht einigen, und Hans verlässt wutschnaubend das Café; Behringer macht sich Vorwürfe, dass er ihn gereizt hat, und nimmt die Verantwortung für sein Ausrasten auf sich.

### Akt 2
Erstes Bild: Büro
Die Handlung geht weiter am folgenden Tag. Behringer erscheint verspätet zur Arbeit im Büro, wo die Kollegen das Auftauchen der Nashörner, wie es in einer Zeitung beschrieben ist, bereits heiß diskutieren. Während Wisser (im Original Botard) die Realität der Nashörner leugnet und dies mit angeblicher Ungenauigkeit der Zeitungsmeldung begründet, versuchen Stech (im Original Dudard) und Daisy, Wisser vom Gegenteil zu überzeugen. Auch Behringers Zeugnis ändert nichts an der Meinung Wissers und Herr Schmetterling (im Original Papillon), der Chef, muss den Streit zwischen Stech und Wisser abbrechen und beide mehrmals zur Ordnung rufen.
Die Belegschaft hat ihre Arbeit gerade aufgenommen, als Frau Ochs (franz. Mme Boeuf), die Frau des abwesenden Kollegen Ochs, außer Atem im Büro erscheint und, beinahe zusammenbrechend, dem Chef eine Entschuldigung ihres Mannes überreicht. Sich langsam beruhigend, gibt sie an, ein Nashorn habe sie zum Büro verfolgt. In dem Moment bricht dieses unten ins Haus ein und zerstört die Holztreppe beim Versuch, höher vorzudringen. Die Belegschaft beobachtet das Nashorn von oben. Wisser muss dessen Existenz nun einräumen und entwickelt sofort eine erklärende Verschwörungstheorie, während Herr Schmetterling sich fragt, wer die zerstörte Treppe ersetzen muss. Als Frau Ochs das Nashorn näher betrachtet, erkennt sie, dass es sich um ihren Mann handelt, und bricht ohnmächtig zusammen. Während Behringer, Daisy und Stech sich um Frau Ochs kümmern, diskutieren Stech und Schmetterling die Möglichkeit von Ochs’ Entlassung, worüber Wisser sich erregt. Schließlich werden sie von Daisy auf das Problem der zerstörten Treppe aufmerksam gemacht und beschließen, die Feuerwehr zur Rettung zu rufen. Währenddessen hat sich Frau Ochs erholt und springt zu ihrem Mann, auf dem sie reitend das Büro verlässt, eine verdutzte Belegschaft zurücklassend.
Kurze Zeit später erscheint die Feuerwehr und evakuiert das Gebäude, Schmetterling verteilt noch die Arbeit und Behringer kündigt an, sich bei seinem Freund Hans für den Streit aus dem ersten Akt entschuldigen zu wollen.
Zweites Bild: Hans’ Wohnung
Die Handlung des zweiten Bildes setzt sofort nach dem ersten Bild ein. Behringer besucht Hans in dessen Wohnung, um sich mit ihm zu versöhnen. Er findet diesen krank vor und versucht sich zu entschuldigen, muss aber zu seinem Erstaunen feststellen, dass Hans den Streit vergessen zu haben scheint. Die beiden beginnen sich über Hans’ Zustand zu unterhalten, der sich langsam verschlechtert. Zuerst entdeckt er eine Beule an seinem Kopf, später wird seine Haut grün. Behringer, der zuerst nicht versteht, dass sein Freund sich in ein Nashorn verwandelt, möchte den Arzt rufen und wird daran von Hans gehindert, der sich gut fühlt. Als eine leichte Ahnung ihn beschleicht, erzählt Behringer davon, dass sein Kollege Ochs sich in ein Nashorn verwandelt hat, und die beiden beginnen eine Diskussion über die Verwandlung und die Natur der Nashörner. Hans erklärt dabei, dass er die Schwäche der Menschen verabscheue und das Recht der Natur über die Moral der Menschen stelle. Behringer versucht dagegen zu argumentieren, was Hans kaum zulässt. Die Verwandlung ist nun deutlich sichtbar und Hans droht Behringer damit, ihn zu zertrampeln, sollte er ihm im Weg stehen, woraufhin Behringer flüchten muss.

### Akt 3
Behringers Wohnung
Behringer verlässt seine Wohnung nicht mehr, in Panik davor, sich ebenfalls zu verwandeln. Dort besucht ihn sein Kollege Stech und die beiden diskutieren über die Verwandlungen. Stech versucht dabei, Behringer von seiner eigenen Unschuld an den Vorgängen und von der Friedlichkeit der Nashörner zu überzeugen. Behringer, erregt, glaubt ihm nicht und hat Mühe, sich unter Kontrolle zu halten. Als Stech ihm lachend von der Verwandlung Schmetterlings erzählt, beschuldigt Behringer seinen Kollegen, zu tolerant zu sein. Stech erwidert, er wolle nur versuchen zu verstehen. Das veranlasst Behringer dazu, seine Argumentation aufzugeben und Stech auf den Logiker zu verweisen, der eine bessere Diskussion bieten könne. Ein Krach, der von der Straße kommt, lässt Behringer zum Fenster fahren und er entdeckt den Logiker, nun ebenfalls Nashorn geworden.
Während Behringer sich nicht beruhigen lässt, erscheint Fräulein Daisy mit einem Essenskorb. Sie erzählt Stech und dem erregten Behringer, dass auch Wisser Nashorn geworden ist, bevor sie die beiden anderen Herren zu Tisch bittet. Ihr Mahl wird unterbrochen von der Zerstörung der Feuerwehrkaserne gegenüber Behringers Haus durch die zu Nashörnern gewordenen Feuerwehrleute. Daisy versucht Behringer wieder zu beruhigen und bittet ihn und Stech erneut zu Tisch, doch Stech behauptet, er esse lieber im Grünen, und verlässt die beiden anderen, um Nashorn zu werden mit der Begründung, es wäre seine Pflicht, seinen Kollegen zu folgen.
Behringer lässt sich nun kaum mehr beruhigen und wirft Daisy vor, sie habe Stech, der ja immerhin in Daisy verliebt war, gehen lassen. Daisy weist diesen Vorwurf aber von sich und sie und Behringer beteuern einander ihre Liebe. Behringer kann sich aber nicht von seiner Verantwortung lossagen und es kommt zum Streit, als sich sowohl Behringer als auch Daisy von Nashörnern umzingelt fühlen. Daisy erklärt daraufhin, dass man versuchen müsse mit den Nashörnern zu kommunizieren, und wird von Behringer geschlagen, als sie erklärt, sie empfinde Sympathien für die Kraft der Nashörner. Der erregte Behringer entschuldigt sich sofort, doch Daisy lässt ihn allein zurück. Behringer versucht sie zurückzuholen, scheitert jedoch und beginnt sich zu fragen, ob seine Entscheidung, nicht Nashorn zu werden, richtig war. Er empfindet die Nashörner plötzlich als schön, entschließt sich aber letztendlich dazu, für die Menschheit einzutreten.

## Figuren
Alle Figuren des Stückes mit Ausnahme Behringers und des Logikers erfüllen ein bestimmtes gesellschaftliches Schema, so ist zum Beispiel Hans der rechten unteren Mittelschicht und Stech dem konservativen gehobenen Bürgertum zuzurechnen. Als Gesamtheit stellen sie eine Art kleinen gesellschaftlichen Querschnitt dar, wobei anzumerken ist, dass keine der Figuren ihre Rolle verlassen kann.

### Behringer
Behringer (franz. Bérenger), der Protagonist des Stückes, bildet in vielen Dingen den Kontrast zu seiner Außenwelt.
Zu Beginn des Stückes erscheint er als ein von seiner Arbeit gelangweilter, von der Gesellschaft entfremdeter und dem Alkohol zugeneigter Angestellter einer kleinen Filiale eines Verlages für Rechtsliteratur. Er sieht wenig Gutes im Leben mit Ausnahme der Schönheit Daisys und findet seine Existenz mehr oder weniger absurd.
Während des ersten Auftauchens der Nashörner scheint ihn diese Erscheinung nicht zu verwundern, womit er eine Gegenposition zu den anderen Figuren des Stückes einnimmt. Erst im Verlauf der Handlung erkennt Behringer die Bedeutung der Nashörner, kann sich aber zwischen Zuneigung und Abneigung nicht entscheiden. Wenn immer einer seiner Freunde sich zum Nashorn wandelt, macht er sich selbst Vorwürfe und würde sie gerne zurückholen. Auch aufgrund dieser eigenen Vorwürfe und dem Gefühl der Verantwortung gegenüber den anderen Menschen entscheidet er sich letztendlich – im Grunde erst mit den letzten Sätzen – dafür, sich auf die Seite der Menschheit und gegen die Nashörner zu stellen.
Damit ist er die einzige Figur, die sich im Laufe des Stückes entwickelt. Von seiner resignierten Haltung aus, in der er sich seiner Selbst nicht sicher ist und sich mit sich selbst nicht abgefunden hat, entwickelt er sich zu einem moralischen Verfechter der Menschheit, der nicht versteht, dass einige Menschen gerne etwas anderes sein würden. Doch obwohl er sich entwickelt hat, steht er am Ende nicht anders da als zu Beginn des Stückes: als Außenseiter der Gesellschaft, von der er sich zu Beginn des Stückes ausgeschlossen fühlt und von der er zum Ende hin ausgeschlossen ist.

### Hans
Hans (franz. Jean) ist ein Freund Behringers. Im ersten Akt versucht er, Behringer davon zu überzeugen, sich zu kultivieren. Er zeigt Vorurteile gegen den einfachen Mann und hält sich für besser. Seine Sprüche und seine Arroganz sind dabei aber nur Fassade eines heuchlerischen und widersprüchlichen Mannes. So tadelt er Behringer für dessen spätes Erscheinen, obwohl er selbst zu spät ist, beschimpft ihn als Säufer und trinkt dessen Glas ebenfalls oder fordert ihn auf ins Theater zu gehen, hat aber keine Lust ihn selbst zu begleiten. Da seine Ideale nur aufgesetzte gesellschaftliche Fassade sind, hat Hans auch kein Problem damit, sich in ein Nashorn zu verwandeln; wechselt er doch lediglich seine Hülle.
Noch deutlicher wird diese Widersprüchlichkeit beim Gespräch Behringers mit Hans im zweiten Akt, als er seine Vorstellungen von Moral und kultivierten Menschen in das Gegenteil verkehrt. Hans’ Aussagen, beispielsweise über die Kraft und die Natur, können dabei der extremen Rechten zugeordnet werden.

### Daisy
Daisy ist die Chefsekretärin der kleinen Verlagsfiliale, in der auch Behringer arbeitet. Als einfache, aber hübsche junge Frau werden ihr nicht nur von ihrem Chef, Herrn Schmetterling, Avancen gemacht. Auch Stech und Behringer sind in sie verliebt, sie selbst ist in Behringer verliebt. In Anbetracht der marodierenden Nashornhorden im dritten Akt bleibt sie seltsam gelassen und versucht sich und Behringer gegen die Außenwelt abzuschotten. Sie erklärt Behringer zwar, sie habe ein Interesse an der Menschheit, in Wirklichkeit versucht sie jedoch immerzu die Verantwortung abzuschieben und verlässt Behringer schließlich, weil sie die Kraft der Nashörner der Schwäche menschlicher Liebe vorzieht.

### Stech
Stech (franz. Dudard) ist ein Angestellter und stellvertretender Chef des Büros, in dem Behringer arbeitet. Er ist Akademiker und ein klar denkender, rationaler Geist, der die Erscheinung der Nashörner als eine vorübergehende Anwandlung deutet. Er versucht, Behringer zu beschwichtigen und ihm zu erklären, dass er keine Verantwortung für diese Verwandlungen übernehmen könne. Er übersieht die Gefahr oder will diese übersehen, die von den Nashörnern ausgeht, und glaubt, dass ein auf friedliches Nebeneinander ausgerichtetes Verhalten die beste Umgangsform sei.
Schließlich verwandelt er sich, auch weil seine Liebe zu Daisy unerfüllt bleibt, ebenfalls in ein Nashorn und begründet dieses mit seinem falschverstandenen Pflichtgefühl seinen Kameraden gegenüber, ihnen uneingeschränkt zu folgen.

### Wisser
Wisser (franz. Botard) ist ein ehemaliger Lehrer und Angestellter im Verlagsbüro. Er streitet sich gerne und ausgiebig in seiner besserwisserischen Art, insbesondere mit dem stellvertretenden Chef Stech, dem er sich geistig überlegen fühlt. Seine Parolen offenbaren seine Zugehörigkeit zur Arbeiterbewegung. So erklärt er beispielsweise, er würde die Unwissenheit in Hütten und Palästen bekämpfen (Hinweis auf den hessischen Landboten: „Friede den Hütten, Kampf den Palästen“).
Er erkennt die Existenz der Nashörner zunächst nicht an, muss sie aber später einsehen, nicht ohne zu erklären, er wisse genau, was hinter den Nashörnern stecke. In Wirklichkeit ist er, wie alle anderen mit der Ausnahme von Behringer, aber ein Gefangener seines Denkens und erkennt nicht die Absurdität der Verwandlungen, sondern meint immerzu für die Rechte der Arbeiter eintreten zu müssen. Im dritten Akt erfährt der Zuschauer, dass Wisser sich in ein Nashorn verwandelt hat, um mit der Zeit zu gehen.

### Herr Schmetterling
Herr Schmetterling (franz. Monsieur Papillon) ist der Chef des Verlagsbüros und ein übergenauer, strenger Workaholic. Sein einziger Gedanke gilt der Arbeit. So denkt er bei Anblick der zerstörten Treppe zuerst daran, was seine Vorgesetzten sagen werden, und auch bei der Evakuierung des Gebäudes durch die Feuerwehr gibt er Befehle über die weitere Arbeit. Der Zuschauer erfährt im dritten Akt, dass Herr Schmetterling sich ebenfalls verwandelt hat.

### Der Logiker
Der Logiker (franz. Le Logicien) nimmt eine Sonderrolle im Stück ein. Er repräsentiert die Gesamtheit der rational denkenden Figuren des Stückes (Stech, Hans und Wisser) und führt diese ad absurdum. Seine Versuche die Welt mit Logik zu erschließen, seine falschen Syllogismen und Problemansätze erscheinen lächerlich und deuten dem Zuschauer des Stückes, dass man die Welt allein mit Logik nicht vollständig erklären kann. Auch der Logiker verwandelt sich, wie der Zuschauer im letzten Akt erfährt, zum Nashorn.

## Interpretation

### Gesamtinterpretation
Die Interpretation der Erzählung bleibt offen. Die wahrscheinlichste Interpretationsmöglichkeit ist die der Kritik an sämtlichen totalitären Regimen (Nationalsozialismus, Stalinismus und andere) und am Verhalten des Volkes, das widerstandslos folgt, als einheitliche Masse (daher das Bild der Nashörner) und aus Angst vor dem Regime. Ionesco kritisiert im Speziellen das Verhalten der Franzosen zu Beginn der deutschen Okkupation. Außerdem zeigt er auf, wie sich alle totalitären Regime vermischen, um die Orientierung der Menschen anzugreifen und Intellektuelle (vertreten durch den Logiker) sowie Bürgerliche in Herdentiere wie Nashörner zu verwandeln.
Behringer, dessen Veränderung der Zuschauer während des gesamten Stückes verfolgt, ist am Ende der Einzige, der der Krankheit, der „Rhinocérite“, widersteht. Seine Reaktion bleibt die einzige normale: „Ein Mensch, der sich in ein Nashorn verwandelt, das ist unbestritten nicht normal.“ Er könnte beispielsweise die Résistance repräsentieren, die sich während des Zweiten Weltkriegs formierte.
Ein anderer Bezugspunkt zur Interpretation des Stückes ergibt sich aus der Situation Ionescos, der, aus Rumänien geflohen, dessen quasi totalitäres Regime verabscheut und auf die Entstehung dieses Regimes verweist.

### Themen und Motivik
Neben einer Gesamtinterpretation des Werkes können bestimmte Einzelaspekte, die das Werk ausmachen, hervorgehoben werden.

#### Die Nashörner
Die Nashörner sind das zentrale und titelgebende Motiv des Theaterstückes. Im Gegensatz zum individuellen Menschen werden sie im Stück nur als randalierende Herdentiere dargestellt, deren Unterscheidung den Menschen kaum möglich ist und deren Sprache sie nicht verstehen können. (In der Realität sind Nashörner eher Einzelgänger und leben nur gelegentlich in Herden. Sie sind mit einem guten Gehör, aber schlechten Augen ausgestattet und werden nur dann gefährlich, wenn sie sich bedroht fühlen oder in Panik versetzt werden.) Im Sinne der Gesamtinterpretation fügen sich diese Einzelaspekte zu einem Bild zusammen, das als Symbol für das Mitglied einer totalitären Gesellschaft verstanden werden kann. Die Verwandlung findet anfangs unmerklich statt, scheint aber gegen Ende auf freiwilligen Wunsch zu funktionieren.

#### Verantwortung
Ein zentrales Thema des Stückes ist die Verantwortung, insbesondere die Verantwortung eines Menschen gegenüber seinen Mitmenschen. Wie bereits angedeutet, gibt es im Stück lediglich eine Figur, Behringer, die Verantwortung für andere Menschen übernehmen will. Daisy versucht beispielsweise Behringer davon zu überzeugen, dass er nichts für die Verwandlung seiner Freunde kann und – wie Stech –, dass er sich nicht um die Nashörner kümmern solle. Hans, der vorgibt Verantwortung für seinen Freund Behringer übernehmen zu wollen, wirft diesem bei einem Streit der beiden im ersten Akt vor, für sich selbst verantwortlich zu sein. Selbst Wissers Parolen über die Unterstützung seines Mitarbeiters Ochs gegen dessen Entlassung scheinen scheinheilig, da das Thema im nächsten Moment wieder vergessen ist.
So nimmt einzig Behringer für seine Mitmenschen und seine eigenen Taten (wie zum Beispiel den Streit mit Hans) die Verantwortung auf sich. Folgerichtig bleibt er auch der einzige, der nicht vor den Nashörnern kapituliert. Überträgt man dies nun auf die oben beschriebene Gesamtinterpretation des Buches, ergibt sich die Schlussfolgerung, dass laut Ionesco ein totalitäres Regime ohne Verantwortungslosigkeit nicht entstehen könnte.

#### Systemdenken
Bei der Personenbeschreibung ist bereits angedeutet, dass sämtliche Personen im Buch mit Ausnahme Behringers, eine bestimmte Bevölkerungsschicht zu repräsentieren scheinen und sich zu keiner Zeit von deren Denkweise lösen können und somit auch keine Selbstreflexion durchführen können. In ihrem System gefangen, glauben die einzelnen Figuren, die Welt zu durchschauen. Die Absurdität ihres Denkens bleibt ihnen – allen voran dem Logiker – daher immer verschlossen.

#### Verlust der sinnhaften Sprache
Auch aufgrund des Systemdenkens der einzelnen Figuren des Buches scheint die Sprache ihren Sinn zu verlieren, sie erscheint gestört. Die Syllogismen des Logikers sind unlogisch und falsch, die Parolen Wissers oder Hans’ erscheinen fehl am Platz. Dieses für Ionesco typische Stilmittel taucht an verschiedenen Stellen im Werk auf und symbolisiert die Störung der Gesellschaft.

## Ausgaben
- Rhinocéros. Französische Ausgabe. Klett, Stuttgart 2005, ISBN 3-12-597265-5
- Die Nashörner, in: Eugène Ionescu, Theaterstücke, Band 2, Luchterhand, Neuwied 1960
- Die Nashörner. Schauspiel in drei Akten. Aus dem Franz. von Claus Bremer, 24. Aufl. 2009, ISBN 3-596-27034-0

## Verfilmung
Das Stück wurde mit Gene Wilder in der Hauptrolle 1974 von Tom O’Horgan verfilmt.
Im Jahr 2024 diente es dem israelischen Filmemacher Amos Gitai als Inspiration für seinen Spielfilm Shikun.

## Hörspielbearbeitungen
Zwischen 1959 und 1983 entstanden in Deutschland und Österreich fünf Hörspielfassungen:
- 1959: Die Nashörner – Bearbeitung und Regie: Ludwig Cremer (WDR)
- 1960: Die Nashörner – Bearbeitung: Carl Conrad; Regie: Hans Dieter Schwarze (BR)
- 1962: Die Nashörner – Bearbeitung und Regie: Wolfgang Spier (RIAS Berlin)
- 1970: Die Nashörner – Regie: Ferry Bauer (ORF Oberösterreich)
- 1983: Die Nashörner – Bearbeitung und Regie: Vintilă Ivănceanu (ORF Wien/NDR)

Quellen: ARD-Hörspieldatenbank und Ö1-Hörspieldatenbank

## Sekundärliteratur
- Gert Pinkernell: Eugène Ionescos „Rhinocéros“. Erzählung (1957) und Stück (1958) als Reflexe der politischen Situation ihrer Zeit. In: Archiv für das Studium der neueren Sprachen und Literaturen, 226. 1989, S. 309–326. Wieder in: G. P.: Interpretationen, Heidelberg 1997, S. 174–191
- Klaus Bahners: Eugène Ionesco: „Die kahle Sängerin; Die Unterrichtsstunde; Die Nashörner“. Königs Erläuterungen und Materialien, 392. C. Bange, Hollfeld 1997, ISBN 3-8044-1643-8
- Edgar Neis: Beckett, „Warten auf Godot“, „Endspiel“ und Ionesco, „Die Nashörner“. Königs Erläuterungen und Materialien, 206/7. C. Bange, Hollfeld 1991 ISBN 978-3-8044-0174-7 (vorige Ausgabe)
- Tilman Spreckelsen: Wie sich eine Gesellschaft totalitären Ideen öffnet: „Die Nashörner“ … 16. Januar 2025, archiviert vom Original am 16. Januar 2025.